# Lonchorhina
Lonchorhina és un gènere de ratpenats de la família dels fil·lostòmids que viuen a Centreamèrica i la meitat nord de Sud-amèrica.

## Taxonomia
- Ratpenat d'espasa de Tomes (Lonchorhina aurita)
- Ratpenat d'espasa de Fernández (Lonchorhina fernandezi)
- Lonchorhina inusitata
- Ratpenat d'espasa de Marinkelle (Lonchorhina marinkellei)
- Ratpenat d'espasa de l'Orinoco (Lonchorhina orinocensis)